# Macrobdella decora
Espèce
Synonymes
- Hirudo decora Say, 1824[1]

Macrobdella decora est une espèce de sangsues (famille des Hirudinidae).

## Systématique
L'espèce Macrobdella decora a été initialement décrite en 1824 par Thomas Say sous le protonyme d’Hirudo decora.

## Description
Cette espèce mesure environ 5 cm. Elle est brun-vert. Elle possède des points noirs et rouges. Elle a cinq paires de yeux. Elle dispose une ventouse (organe de succion) à chaque extrémité et c'est celle qui est à sa tête qui possède des dents.

## Habitat
Puisqu'elle est une excellente nageuse, elle habite les lacs, les marais ou les cours d'eau lents. Elle passe son temps sous des roches ou des feuilles ou dans l'eau. Elle détecte sa proie par les vibrations que celle-ci provoque dans l'eau.

## Alimentation
Elle boit du sang des poissons, des grenouilles, des tortues et des mammifères. Pour boire le sang, elle utilise ses dents pour perforer sa proie. Elle libère ensuite sa salive qui a la propriété anesthésique (an signifie « absence de » et esthésie signifie « sensation »), c'est-à-dire que la sangsue peut paralyser la région où elle mord. Sa salive a aussi la propriété d'empêcher le sang de se cicatriser. Elle suce le sang jusqu'à ce qu'elle devienne cinq fois plus grosse. Macrobdella decora ne s'alimente pas souvent. En effet, elle peut vivre d'un an à deux ans sans se nourrir.

## Reproduction
Macrobdella decora est hermaphrodite (Aphrodite est le nom de la déesse de l'amour et de la sexualité dans la mythologie grecque), c'est-à-dire qu'elle possède des organes mâles et femelles. Après un accouplement, les deux individus peuvent pondre des œufs.